# Siu Lau-man
Siu Lau-man (xinès tradicional: 小流氓, pinyin: Xiǎo Liúmáng, literalment 'Xicotets bandarres', en anglés: Little Rascals) és un popular manhua de Hong Kong creat per Wong Yuk-long. Es va crear el 1970 i continua publicant-se, sent l'obra més longeva en la història del còmic de Hong Kong. Va ser el primer manhua inspirat en lluites i wuxia, tenint molts imitadors i sent criticat per la seua violència. A mitjans dels anys 1980, i inspirat per l'èxit de Zhonghua Yingxiong, es modificà l'estil de dibuix i la temàtica i li canvia el nom per Luhng Fu Muhn (xinès tradicional: 龙虎门, pinyin: Lóng Hǔmén, literalment 'Porta de Tigre i Drac', en anglés: Oriental Heroes).
La sèrie es comença a publicar quan l'autor tenia tretze anys, i a causa de la seua durada, li han fet valdre el ser considerat com un referent del còmic de la ciutat. La història narra la vida de joves que vivien en habitatges públics a Hong Kong, i que lluitaven contra gàngsters i delinqüents. Els protagonistes exhibien comportaments antisocials, però rutinàriament lluitaven per la justícia. Els primers anys de la sèrie, les escenes de lluites es van il·lustrar molt gràficament, dibuixant armes, sang vessada, òrgans interns, budells i ossos en les ferides que patien els personatges.
La violència explícita va ajudar a fer de la sèrie un gran èxit, però el govern de Hong Kong també va vincular el clima violent de la ciutat amb la lectura de Gongzai shu, i el 1975 publica una Llei de publicacions indecents que enforteix la censura.
Com que la Llei de publicacions indecents només s'aplicava al manhua, Wong Yuk-long va publicar un diari, Sang Bou, on va poder burlar la censura i continuar la serialització de Siu Lau-man. El primer mes, el diari va publicar notícies reals juntament amb diverses sèries de manhua, amb Siu Lau-man a la contraportada. Al cap d’un mes, Sang Bou va convertir-se en un diari que només publicava manhua. A mitjans de la dècada del 1980, la sèrie canvia el nom per l'actual, Luhng Fu Muhn, amb el nom anglès de Oriental Heroes. També va explorar mitjans menys gràfics per representar la violència i va alterar la seua tècnica de dibuix, per una més realista, alhora que les històries esdevenien menys còmiques. Des del 1991, la sèrie comença a ser dibuixada per artistes diferents al seu creador.
El 1990, Planeta de Agostini va publicar la sèrie en castellà, amb el nom de Tigre Wong. El 2006, es reedità amb el nom Tigre y Dragón.